# Dianthus pungens
Dianthus pungens L. – gatunek rośliny z rodziny goździkowatych (Caryophyllaceae Juss.). Występuje naturalnie w południowo-wschodniej Francji oraz we wschodniej części Hiszpanii. We Francji został zarejestrowany w departamentach Aude, Hérault, Lozère, Pireneje Wschodnie, Tarn oraz Tarn i Garonna, natomiast w Ariège i Aveyron jego występowanie musi zostać potwierdzone, a w departamencie Aisne gatunek ten wyginął. 

## Morfologia
PokrójBylina  dorastająca do 10–30 cm wysokości. Pędy są trochę kanciaste i  cienkie, lekko zdrewniałe u podstawy. Ma zdrewniałe kłącza.
LiścieMają równowąski kształt. Są sztywne, prawie ostre. Mierzą 10–50 mm długości oraz 1–2 mm szerokości. Blaszka liściowa jest o wierzchołku od ostrego do prawie tępego.
KwiatySą pojedyncze lub zebrane po 2–6 w rozproszone wierzchotki, rozwijają się na szczytach pędów. Osadzone na dość długich szypułkach. Kieliszek składa się z czterech szeroko rozłożonych łusek, lekko zrośniętych ze sobą, sięgających do połowy długości kielicha. Kielich ma cylindryczny lub ostro stożkowy kształt, prążkowany na całej długości, z lancetowato spiczastymi ząbkami na brzegach, dorasta do 6–28 mm długości. Płatki są gładkie, mają kształt od eliptycznego do odwrotnie jajowatego i barwę od różowej do purpurowej, osiągają do 5–10 mm długości, brzegi płatków są postrzępione.
OwocePodłużne torebki.
Gatunki podobneRoślina jest podobna do gatunku D. subacaulis, ale różni się od niego owłosioną lub omszoną łodygą przynajmniej u podstawy (nigdy nie jest całkowicie bezwłosa). Ponadto brzegi liści są chropowate. Różnią się też zasięgiem występowania – D. pungens rośnie najczęściej w Roussillon, masywie Corbières oraz w górach Montagne Noire, podczas gdy D. subacaulis jest spotykany w Prowansji.

## Biologia i ekologia
Rośnie na skałach, grzbietach i klifach, czasami również na piargach. Występuje na wysokości od 100 do 800 m n.p.m., podczas gdy na grzbietach górskich spotykany jest na wysokości od 400 do 1200 m n.p.m. Kwitnie od maja do sierpnia.

## Zmienność
W obrębie tego gatunku oprócz podgatunku nominatywnego wyróżniono cztery inne podgatunki:
- Dianthus pungens subsp. brachyanthus (Boiss.) B.Fern.Casas, G.López & M.Laínz
- Dianthus pungens subsp. gredensis (Pau ex Caball.) Crespí, C.P.Fern., A.Castro, Bernardos & Amich
- Dianthus pungens subsp. hispanicus (Asso) O.Bolòs & Vigo
- Dianthus pungens subsp. ruscinonensis (Boiss.) M.Bernal, Laínz & Muñoz Garm. – dorastające do 10–40 cm wysokości. Kwitnie obficie i długotrwale przez okres kilku miesięcy. Znajduje się pod ochroną we francuskim regionie Midi-Pireneje[8].